# .be
be. دامنه اینترنتی بلژیک است.